# 太陽天文學年表
這是太陽的天文學年表，記錄人類有關太陽的發現。

## 9世紀
- 850年─阿爾·法甘尼（Ahmad ibn Muhammad ibn Kathīr al-Farghānī）得到黃道傾角的值，和太陽遠地點的進動運動。

## 10世紀
- 900–929年─巴塔尼發現太陽離心率方向的變化。
- 950–1000年─伊本尤努斯（英语：Ibn Yunus）使用直徑約1.4米的星盤，花了許多年的時間測量了超過10,000次的太陽位置。

## 11世紀
- 1031年─比魯尼在他的著作Canon Mas'udicus中計算出地球和太陽的距離。

## 17世紀
- 1613年─伽利略使用太陽黑子的運動證明太陽自轉。
- 1619年─約翰·刻卜勒主張有太陽風，來解釋彗星尾巴背向太陽的方向。

## 19世紀
- 1802年─威廉·海德·沃拉斯頓觀察到太陽光譜中的暗線。
- 1814年─約瑟夫·夫朗和斐有系統的研究太陽光譜中的暗線（參見夫朗和斐譜線）。
- 1834年─赫爾曼·馮·亥姆霍茲提出重力的收縮作為太陽能量的來源。
- 1843年─海涅·施瓦布宣布他發現太陽黑子的循環周期大約為十年。
- 1852年─愛德華·薩拜恩（英语：Edward Sabine）表示，太陽黑子的數量與地磁變動有關。
- 1859年─理查·卡靈頓發現太陽耀斑（閃焰）。
- 1860年─古斯塔夫·基爾霍夫和羅伯特·本生發現每一種化學元素都有自己獨特的譜線，並且可以用來解釋太陽光譜中的暗線。
- 1861年─古斯塔夫·史波勒發現太陽黑子在周期中的緯度變化，也就是所知的史波勒定律。
- 1863年─理查·卡靈頓發現太陽的微差轉動（不同緯度的自轉週期不同）。
- 1868年─皮埃爾·讓森和諾曼·洛克耶發現日珥中不明的黃色譜線，認為是一種未知的元素，現已知道是氦元素造成。
- 1893年─愛德華·蒙德發現從1645年─1715年太陽黑子異常的減少，現在稱為黑子的蒙德極小期。

## 20世紀
- 1904年─愛德華·蒙德首度繪出太陽黑子的「蝴蝶圖」。
- 1906年─卡爾·史瓦西解釋太陽邊緣昏暗的原因。
- 1908年─喬治·海爾發現太陽黑子譜線中的則曼裂線。
- 1929年─伯納德·李奧發明日冕儀，並利用人造的日食觀察日冕。
- 1942年─詹姆斯·史坦利·海伊檢測出來自太陽的無線電波。
- 1949年─赫爾伯特·傅利曼檢測出來自太陽的X射線。
- 1960年─羅伯特·萊頓、羅伯特·諾伊斯和喬治·西蒙在觀測太陽暗線的都卜勒位移時發現太陽的五分鐘振盪。
- 1961年─霍勒斯·W·巴布科克提出磁螺線管的黑子理論。
- 1970年─羅傑·歐路奇、約翰賴巴契和羅伯特·斯坦從理論的太陽模型推論出太陽的內部可能有共振的音響洞。
- 1975年─法郎茲·路德維格（Franz-Ludwig Deubner）首度精確的測量出太陽五分鐘振盪的週期和水平方向的波長。
- 1981年─NASA從數據中檢索出1978年有彗星撞入太陽。

## 21世紀
- 2004年─發生迄今紀錄到的最大的和第四大的耀斑。